# 4396 Gressmann
4396 Gressmann eller 1981 JH är en asteroid i huvudbältet som upptäcktes den 3 maj 1981 av den amerikanske astronomen Edward L.G. Bowell vid Anderson Mesa Station. Den är uppkallad efter Michael Gressmann.
Asteroiden har en diameter på ungefär 4 kilometer.